# 1988년 런던 영화 비평가 협회상
제9회 런던 영화 비평가 협회상의 시상식에 관한 내용이다.

## 수상 및 후보

### 작품상
- 위험한 도박 - 데이비드 마멧 수상

### 외국어영화상
- 바베트의 만찬 - 가브리엘 엑셀 수상

### 감독상
- 죽은 자들 - 존 휴스턴 수상

### 작가상
- 위험한 도박 - 데이비드 마멧 수상

### 여우주연상
- 바베트의 만찬 - 스테판 오드랑 수상

### 남우주연상
- Travelling North - 레오 맥켄 수상

### 특별상
- Leslie Halliwell 수상
- 마이클로스 로자 수상